# روبرتو لیپی
روبرتو لیپی (انگلیسی: Roberto Lippi؛ زادهٔ ۱۷ اکتبر ۱۹۲۶ در رم – درگذشتهٔ ۳۱ اکتبر ۲۰۱۱ در آنتسیو) رانندهٔ مسابقات اتومبیل‌رانی فرمول یک اهل ایتالیا بود. او از ۱۰ سپتامبر ۱۹۶۱ در سه گراند پری از مسابقات جهانی فرمول یک شرکت کرد، که هر سه مسابقهٔ او در ایتالیا بودند. لیپی تنها موفق شد در یکی از این مسابقات پشت خط شروع قرار گیرد، اما موفق به کسب هیچ امتیازی نشد.

## نتایج کامل در مسابقات جهانی فرمول یک
(کلید)
| سال  | شرکت‌کننده       | شاسی        | موتو              | ۱      | ۲      | ۳     | ۴      | ۵        | ۶     | ۷            | ۸      | ۹             | ۱۰            | قهرمانی رانندگان | امتیاز |
| ---- | --------------- | ----------- | ----------------- | ------ | ------ | ----- | ------ | -------- | ----- | ------------ | ------ | ------------- | ------------- | ---------------- | ------ |
| ۱۹۶۱ | اسکودریا ستکولی | دتوماسو اف۱ | او.اس.سی.ای ۴-خطی | موناکو | هلند   | بلژیک | فرانسه | بریتانیا | آلمان | ایتالیا ب.   | آمریکا |               |               | ر.ن.             | ۰      |
| ۱۹۶۲ | اسکودریا ستکولی | دتوماسو اف۱ | او.اس.سی.ای ۴-خطی | هلند   | موناکو | بلژیک | فرانسه | بریتانیا | آلمان | ایتالیا ع.ص. | آمریکا | آفریقای جنوبی |               | ر.ن.             | ۰      |
| ۱۹۶۳ | اسکودریا ستکولی | دتوماسو اف۱ | فراری وی۶         | موناکو | بلژیک  | هلند  | فرانسه | بریتانیا | آلمان | ایتالیا ع.ص. | آمریکا | مکزیک         | آفریقای جنوبی | ر.ن.             | ۰      |